# Pandanus pseudocollinus
Pandanus pseudocollinus är en enhjärtbladig växtart som beskrevs av Rodolfo Emilio Giuseppe Pichi Sermolli. Pandanus pseudocollinus ingår i släktet Pandanus och familjen Pandanaceae. Inga underarter finns listade.